# یالیچینو (شهرستان کوگارچینسکی، باشقیرستان)
یالیچینو (انگلیسی: Yalchino, Yalchinsky Selsoviet, Kugarchinsky District, Republic of Bashkortostan) یک شهرک در شهرستان کوگارچینسکی جمهوری باشقیرستان در کشور روسیه است.